# Садиков Тургунбай Садикович
Тургунбай Садикович Садиков (нар. 4 листопада 1935, село Говсувар, СРСР) — радянський та киргизський скульптор. Народний художник СРСР (1986).